# 菊池十八外城
菊池十八外城（きくちじゅうはちとじょう）は、肥後国菊池氏の居城であった菊池城（現在の菊池神社）を取り囲むように形成された城塞群。
文献ごとにその対象諸城・対象数は異なっており、寛政6年（1794年）の『菊池風土記』を参照した場合は菊の城（菊の池城、菊池古城）、染土城（鷹取城）、亀尾城（丸城、板井古城）、城林城（上林、木葉、城村、城山）、茂藤里城（元居城）、出田城（古池城）、馬渡城、正光寺城、増永城、台城（水嶋城、水島城）、神尾城、葛原城、五社尾城、掛幕城、市成城、黄金塚城、戸崎城、打越城の十八城となる。

## 概要
菊池十八外城は、植田均が『肥後の菊池氏』に述べている通り、菊池郡全体をひとつの城と考え、小規模な城塞を密集して四方の要地に築城して守備を固めたものである。名称としての初出は『菊池風土記』で、著者の渋江松石は「十八城は本城である守山の城（菊池城）が深川から隈府に移ってからのことである」と述べており、寛政6年前後よりの呼称と考えられている。ただし、熊本県が昭和53年（1978年）に発刊した『熊本県の中世城跡』において、遺構の定かでないとの指摘のある城もある。時代の変遷とともに城の対象、数にも変化が見られたが、呼称としては十八外城にほぼ統一されている。
これは、「攻めの千本槍、守りの十八外城」という、南北朝時代の菊池氏の活躍をわかりやすくイメージさせるための、キャッチフレーズとして、今に伝えられている。

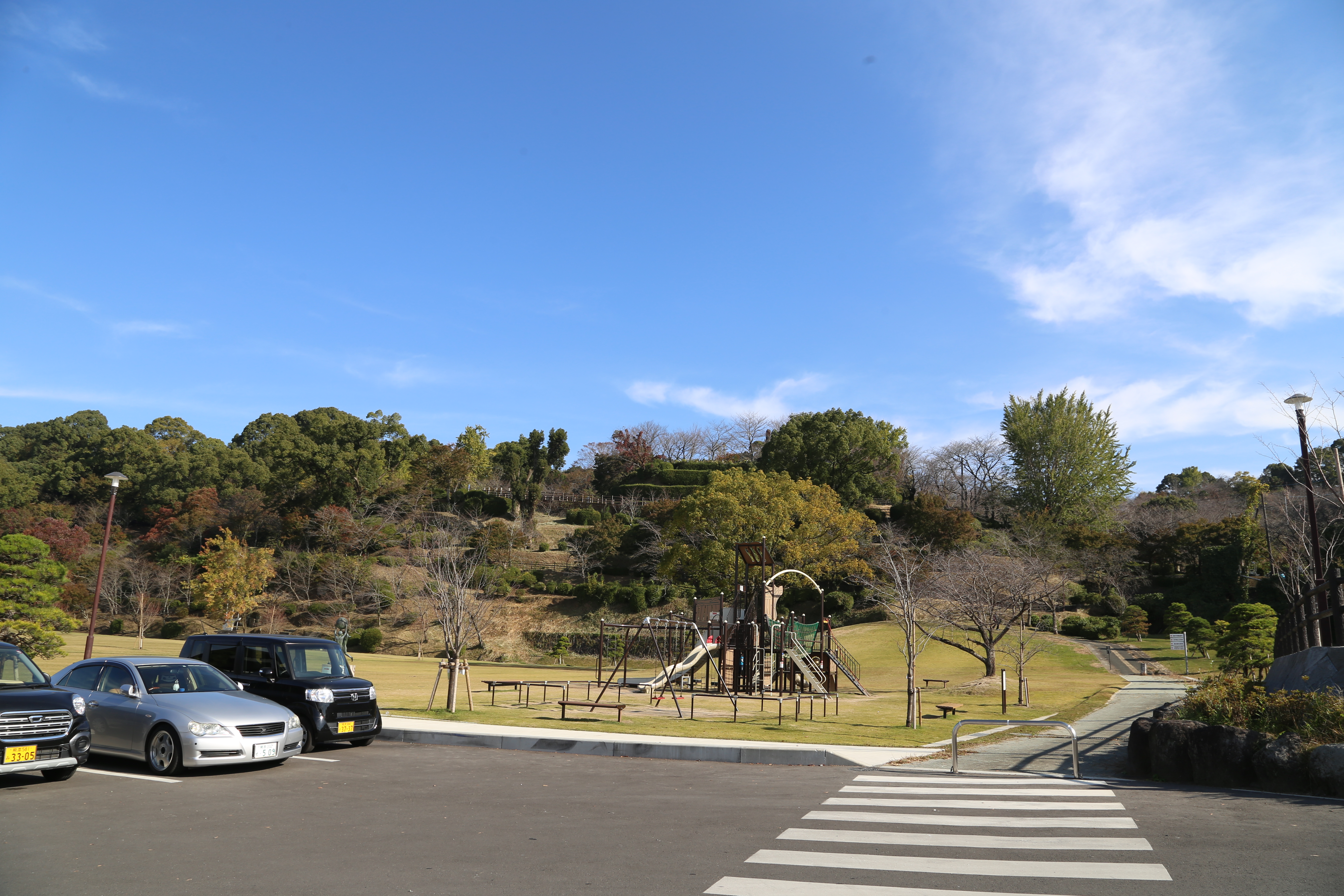
菊池城
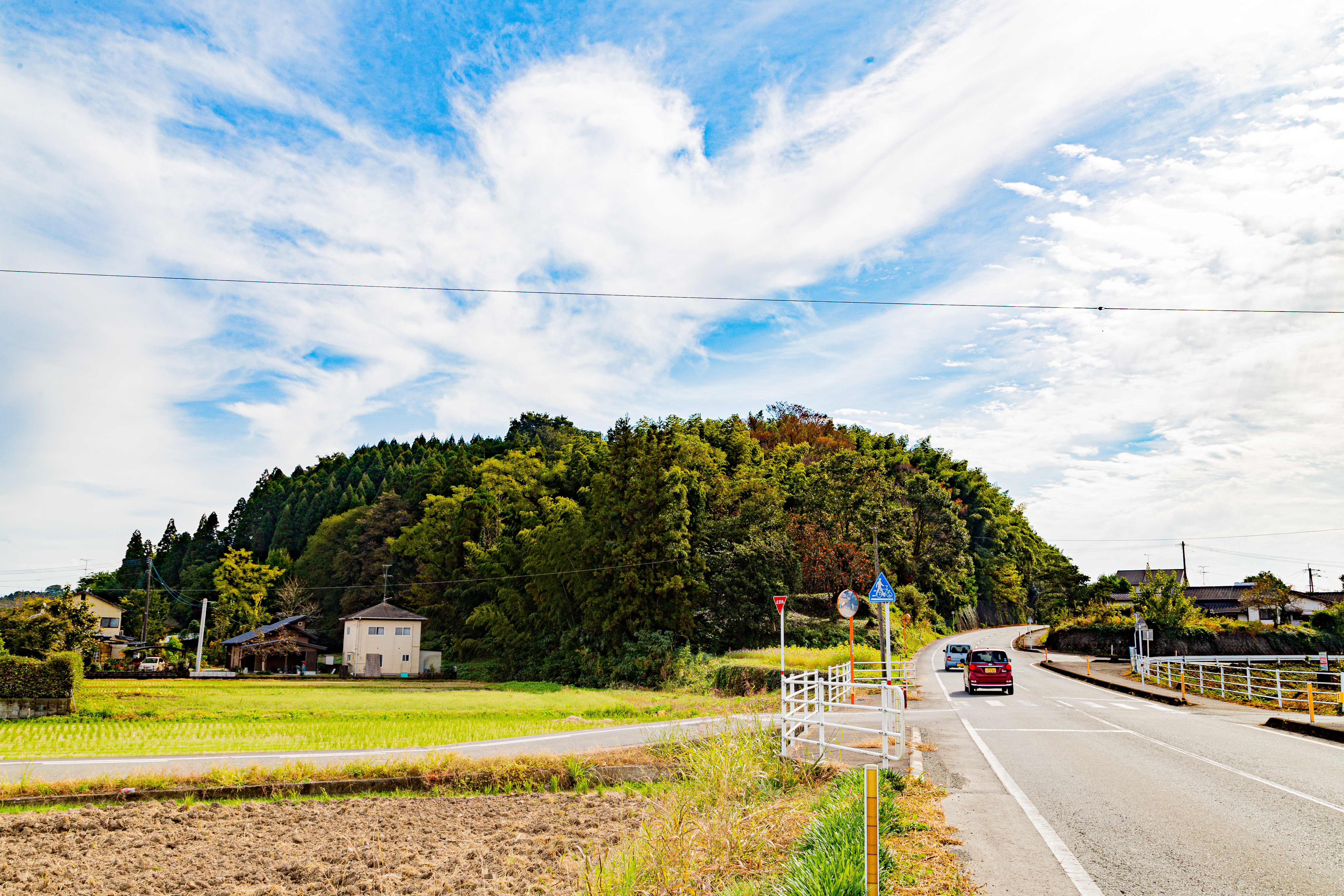
亀尾城

## 城跡の歴史と現状
- 菊之城（菊池古城） - 周囲を水田に囲まれた低地にあり、方形に造成された平坦面とその周囲に巡る堀跡が残る。延久年間（1069年 - 1074年）に菊地則隆によって築かれたとされ、城跡というよりも菊池氏初期の館跡の可能性が高い。
　　　　　住所:熊本県菊池市北宮196-8
- 古池城 - 比高25mの丘陵地に位置し、丘陵の先鎧部に直径約10m、高さ約1.2mの高台の過櫛が確認できる。菊池氏庶流の出田氏歴代の居城とされる。後に城親賢、城親冬が在城したとも言われる。
　　　　　住所:熊本県菊池市出田702
- 城林城 - 標高約140ｍの山地に位置しており、城の中心部に三日月状の平坦な曲輪があり、その中央部に直径5m程度の塚と呼ばれる盛り上がりが存在する。その東側には内堀、外堀が確認できる。菊池氏庶流の城氏の居城。
　　　　　住所:熊本県菊池市木庭
- 戸崎城 - 標高約100ｍの山間部に構築されており、遺構が2か所で確認できる。城跡の中心部に直径約12m程度の円形の高台があり、その周辺部に同心円状に広がる曲輪が確認できる。ここから北へ約50mの地点にも帯曲輪状の平坦地と土塁、空堀が残る。
　　　　　住所:熊本県菊池市藤田1188
- 茂藤里城（元居城） - 比高差約6mの小山に築城され、平坦地、堀切状の地形が残る。菊池隆定の子、伊倉定直が築城したとされる。
　　　　　住所:熊本県菊池市重味313
- 市成城（奥山城） - 標高約640mの山地にあるが、現状において遺構は確認できていない。かなり早い時期に廃城となったか。
　　　　　住所:熊本県菊池市原（菊池渓谷近く）
- 黄金塚城 - 菊池市内から二重峠に向かう豊後街道の山越え道に沿った標高約223mの山頂部に造られている。城内最高所に帯状の平坦地があり、平坦地の東側端部に堀切が残っている。平坦地の北側にも土塁状の盛り上がりが残存している。
　　　　　住所:熊本県菊池市四町分1611
- 葛原城 - 周囲を深い谷に囲まれた標高259ｍの栗山に築城され、城の東側鞍部以外は開墾のため旧状を留めていない。菊池氏家臣市野瀬氏の居城。
　　　　　住所:熊本県菊池市市野瀬
- 染土城（鷹取城） - 標高約242mの丘陵上に位置し。中城の中央部に高台となった平坦部分があり、その周囲に曲輪が存在する。菊池氏家臣原田氏の居城で、征西大将軍であった良成親王が在城したともされる。
　　　　　住所:熊本県菊池市龍門
- 五社尾城 - 標高約319mの山にあり、尾根を3筋の堀切で断ち切り、4つの曲輪としている。近くに菊池武朝の墓所がある。
　　　　　住所:熊本県菊池市雪野
- 虎口城 - 山鹿市菊鹿町との境にある標高約679mの山頂部分に曲輪が存在する。
　　　　　住所:熊本県菊池市龍門
- 掛幕城 - 標高が約410mの山地にあり、城の北側に堀切が残っている。菊池氏家臣の柏氏の居城とされる。
　　　　　住所:熊本県菊池市原掛幕4494-3
- 穴の城 - 現状では城の遺構が確認できず、東側に城野の小字が残る場所がある。
　　　　　住所:
- 神尾城（水次城） - 菊池持朝が勧請したとされる阿蘇三社宮の境内が城跡で、古墳の墳丘を用いて築城されたと推測される。現状は畑や宅地となっており、痕跡は認められない。菊池氏家臣水次氏の居城とされる。
　　　　　住所:熊本県菊池市七城町水次1256
- 台城（水島城） - 内田川東岸の台地の端に築かれた城であるが、遺構は残っていない。地理的にも歴史的にも重要な地で、少弐冬資が今川了俊によって暗殺された「水島の変」の舞台でもある。（うてなじょう）と読む。
　　　　　住所:熊本県菊池市七城町台
- 増永城 - 迫間川南川の平地に存在し、土塁の一部が残っている。城ではなく館であった可能性が高い。菊池則隆の子、西郷政隆によって築城されたとされ、西郷隆盛等を輩出した西郷氏発祥の地である。
　　　　　住所:熊本県菊池市七城町砂田2549
- 亀尾城（板井城） - 菊池川南岸の丘陵地に築城された。曲輪。土塁、堀があり、現在は整備・復元されている。相良氏庶流の板井氏の居城で、後に菊池氏家臣関部氏の居城となった。
　　　　　住所:熊本県菊池市亀尾北畑2678-1
- 打越城 - 元々は別の地にあったが、 天授5年/永和5年･康暦元年（1379年）の板井原の戦いで落城した後に移転したと推測される。林原隆益が築き、林原氏歴代の居城となった。
　　　　　住所:熊本県菊池市七城町蘇崎335
- 正光寺城 - 迫間川と菊池川が合流する地点から少し離れた場所に存在するが、宅地や農地造成で遺構が破壊されて残っていない。菊池能隆の子、加恵隆時が築いたとされる。
　　　　　住所:熊本県菊池市七城町加恵162
- 馬渡城 - 菊池川南岸の微高地にあり、蛇塚古墳と呼ばれる前方後円墳を利用して築かれた。林原氏一族の蛇塚定家が築いた城で、蛇塚氏歴代の居城となった。
　　　　　住所:熊本県菊池市七城町亀尾

## 参考資料
- 阿南亨「肥後国菊池における中世城館の再検討」『史学論叢』第44巻、別府大学史学研究会、2014年3月、17-29頁、CRID 1050282812822459264、ISSN 0386-8923。
- 隈府土井ノ外遺跡（PDF）
- “菊池十八外城”.   菊池市役所. 2021年3月6日時点のオリジナルよりアーカイブ。2021年3月6日閲覧。